# John Parnell (2e baronnet)
Pour les articles homonymes, voir Parnell.
John Parnel (25 décembre 1744 - décembre 1801) est un homme politique anglo-irlandais.

## Biographie
Il est le fils de John Parnell (1er baronnet). Sa famille a émigré en Irlande de Congleton dans le Cheshire. Bien qu'il ne soit pas un catholique irlandais, Parnell est célèbre dans l'histoire irlandaise pour ses efforts pour l'émancipation du pays et est l'arrière-grand-père de Charles Stewart Parnell, chef de la campagne en faveur du Irish Home Rule.
Il entre pour la première fois au Parlement d'Irlande en tant que député de Bangor, de 1767 à 1768. Il siège ensuite pour le comté de Queen's de 1783 jusqu'à l'Union avec la Grande-Bretagne en 1801. Après l’Union, il obtient un siège au Parlement du Royaume-Uni pendant un court laps de temps en tant que député de Queen's County, mais il est décédé en décembre de la même année.
Il est commandant des Irish Volunteers et joue un rôle déterminant dans l'obtention du droit de vote et d'éligibilité des catholiques romains irlandais au Parlement. Il est Commissaire du Revenu (1780), Chancelier de l'Échiquier d'Irlande (1787) et Lord du Trésor (1793).

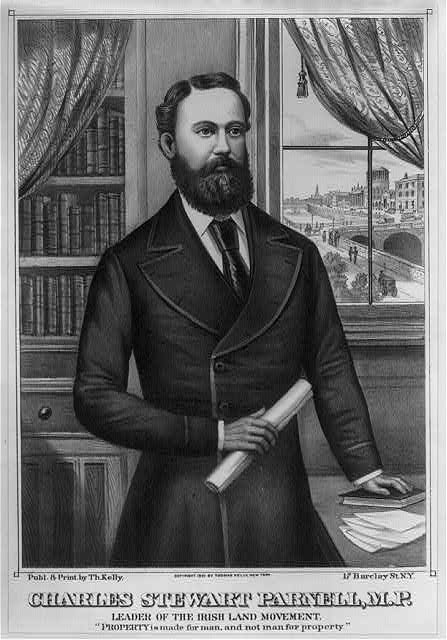
L'arrière-petit-fils de Sir John, le légendaire réformateur agraire Charles Stewart Parnell

## Famille
Il épouse Laetitia Charlotte Brooke en 1774 et ils ont quatre enfants. Leur fils aîné, John Augustus, est un sourd-muet qui passe la plus grande partie de sa vie dans un grand jardin clos de murs, tandis que leur deuxième fils, Henry Brooke Parnell, hérite du titre de baronnet et poursuit sa propre carrière politique. Il devient alors un pair irlandais et député de Queen's County à la Chambre des communes à Westminster.
Il a un autre fils, William, qui a à son tour un fils, John Henry Parnell. Le quatrième fils de John Henry Parnell est Charles Stewart Parnell.